# Aarno Ruusuvuori

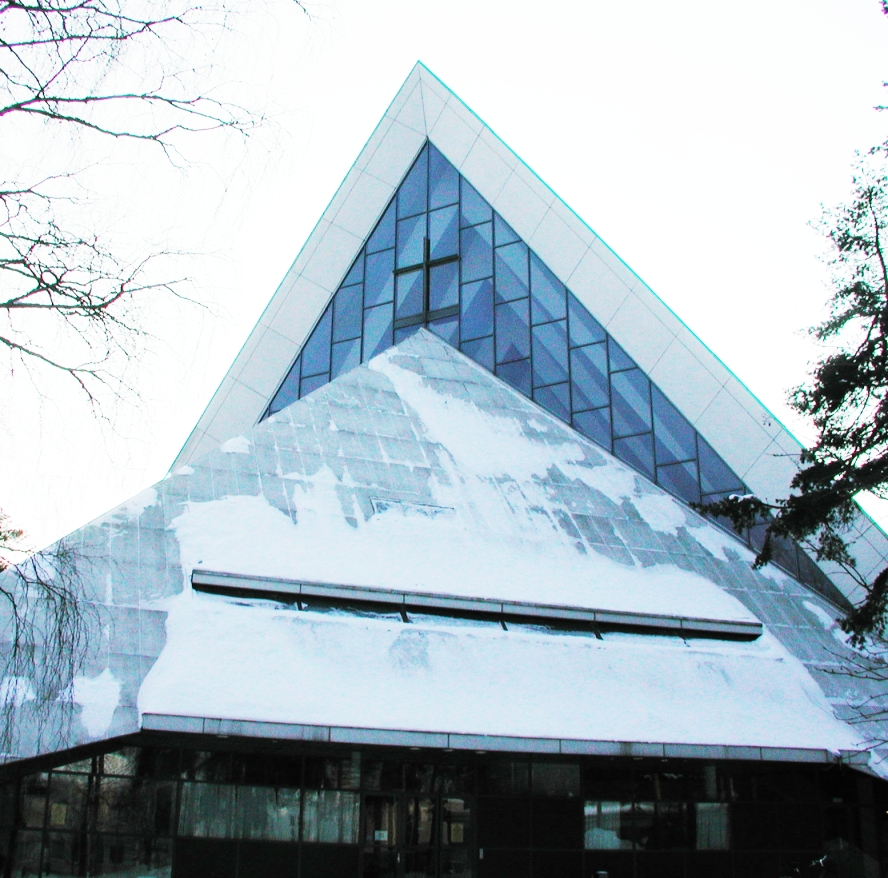
Hyvinge kyrka

Aarno Emil Ruusuvuori, född 14 januari 1925 i Kuopio, död 22 februari 1992 i Helsingfors, var en finländsk arkitekt.

## Biografi
Ruusuvuori avlade studentexamen 1943 och utexaminerades som arkitekt från Tekniska högskolan i Helsingfors 1951. Därefter arbetade han en kort tid vid byggnadsbyrån för de olympiska spelen. Sin egen arkitektverksamhet grundade han 1952. Han var verksam vid Tekniska högskolan i Helsingfors sedan 1960, först som lektor och sedan åren 1962–1963 som tjänstförrättande professor för att året 1963 utnämnas till professor, en tjänst som han innehade fram till 1966. Åren 1971–1975 var han verksam i Etiopien. Från 1978 till 1983 innehade han en konstnärsprofessur.
Han var dessutom chefredaktör för Finlands Arkitektförbunds tidskrift Arkkitehti 1956–1957 och chef för Finlands arkitekturmuseum i två omgångar, 1975–1978 samt 1983–1988.

## Arkitektgärning
Ruusuvuori blev mest känd för sina modernistiska byggnader i betong och fick sitt genombrott med Hyvinge kyrka, färdigställd 1961. Flera av hans verk kritiserades redan av samtiden på grund av den råa materialbehandlingen men han vann ett flertal segrar i nationella arkitekttävlingar och kom att ses som en av landets ledande moderna arkitekter. Trots att hans samtliga verk var uppförda i Finland fick han även internationell uppmärksamhet främst för sina kyrkobyggnader.

### Verk i urval
- 1961 – Hyvinge kyrka
- 1962 – Sjömansgatan 32, Helsingfors, bostadshus
- 1964 – Roparnäs kyrka, Vasa
- 1964 – Hagalunds kyrka, Esbo
- 1964–1967 – WeeGee-huset, Esbo
- 1967 – Marimekkos tryckeri, Helsingfors (rivet)
- 1968 – S:t Michels polishus

### Bildgalleri

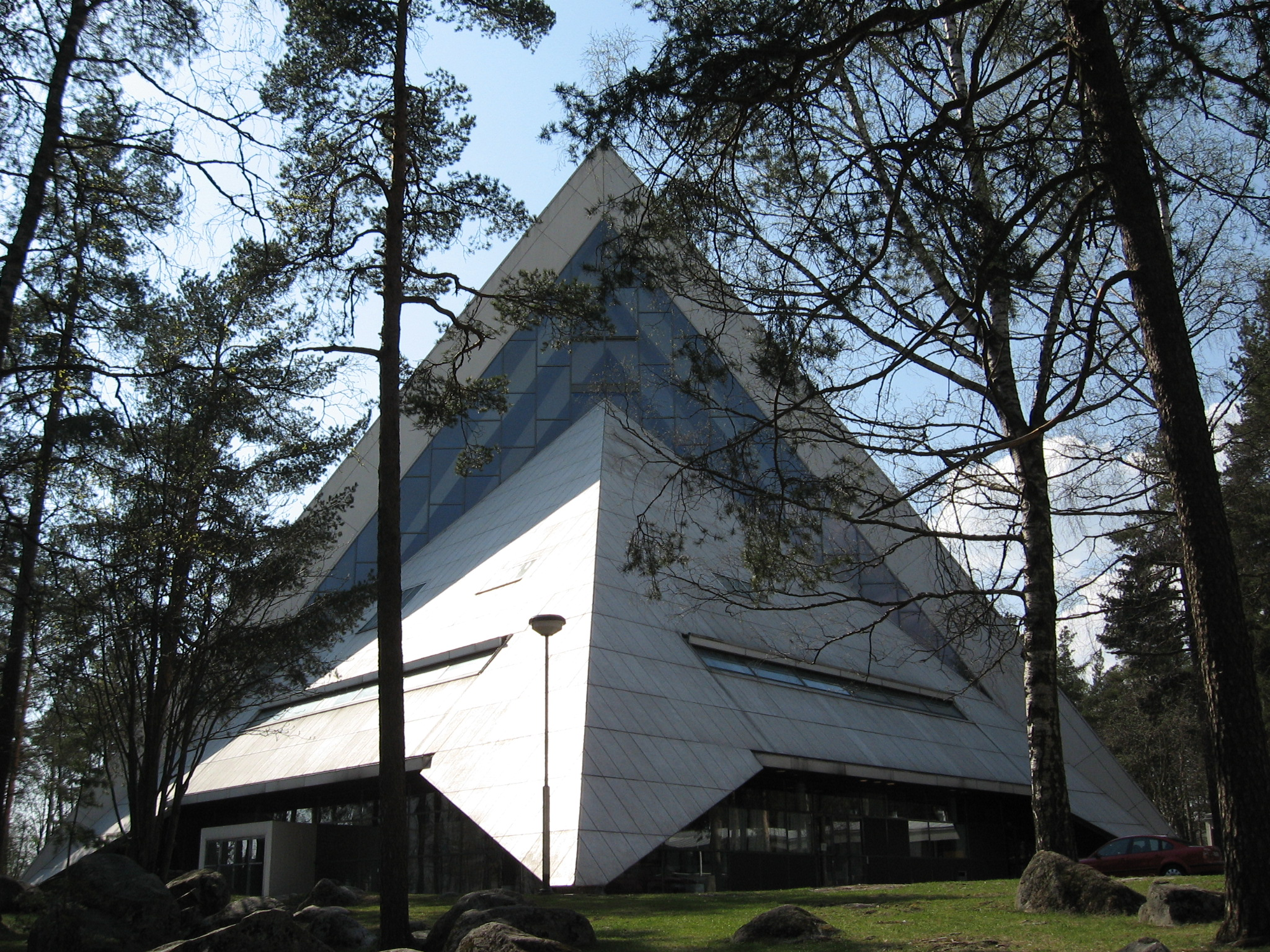
Hyvinge kyrka
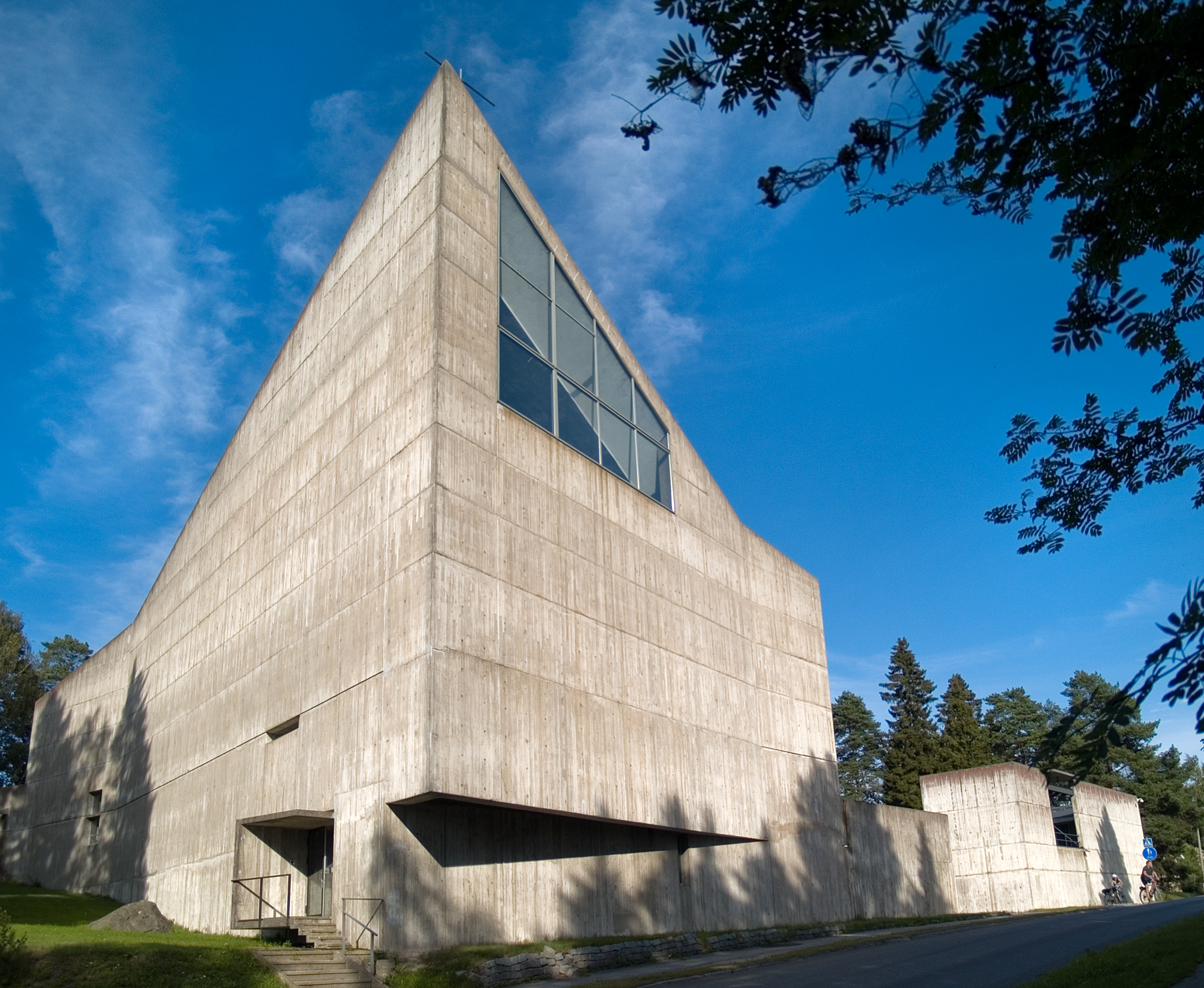
Roparnäs kyrka i Vasa
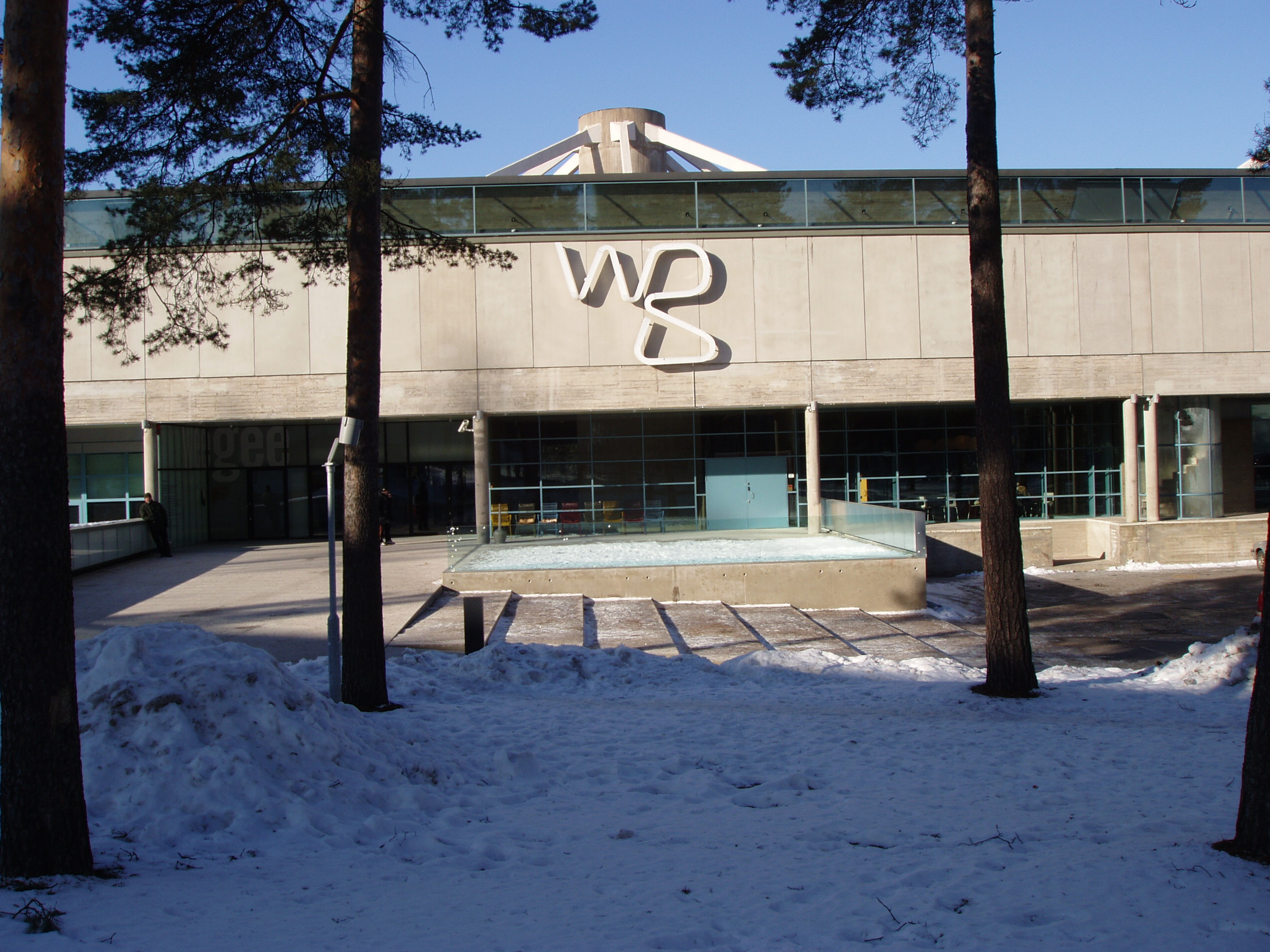
Weilin & Göös Tryckeri i Esbo
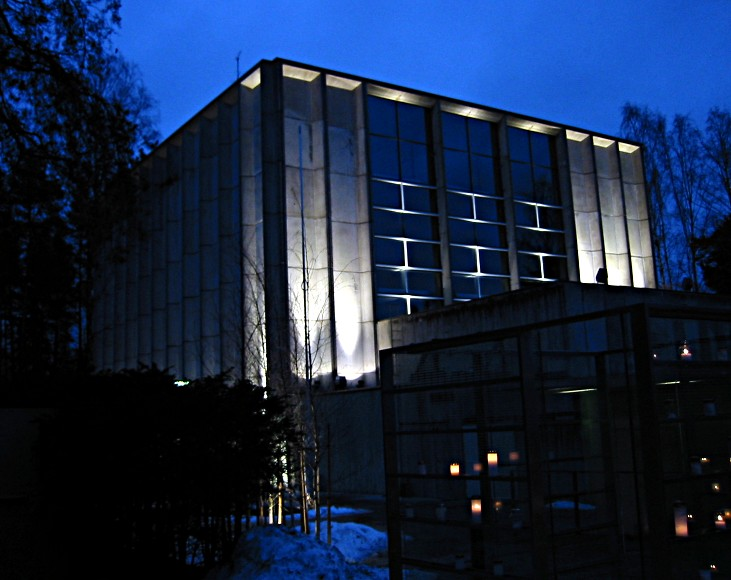
Kyrkan i Hagalund i Esbo
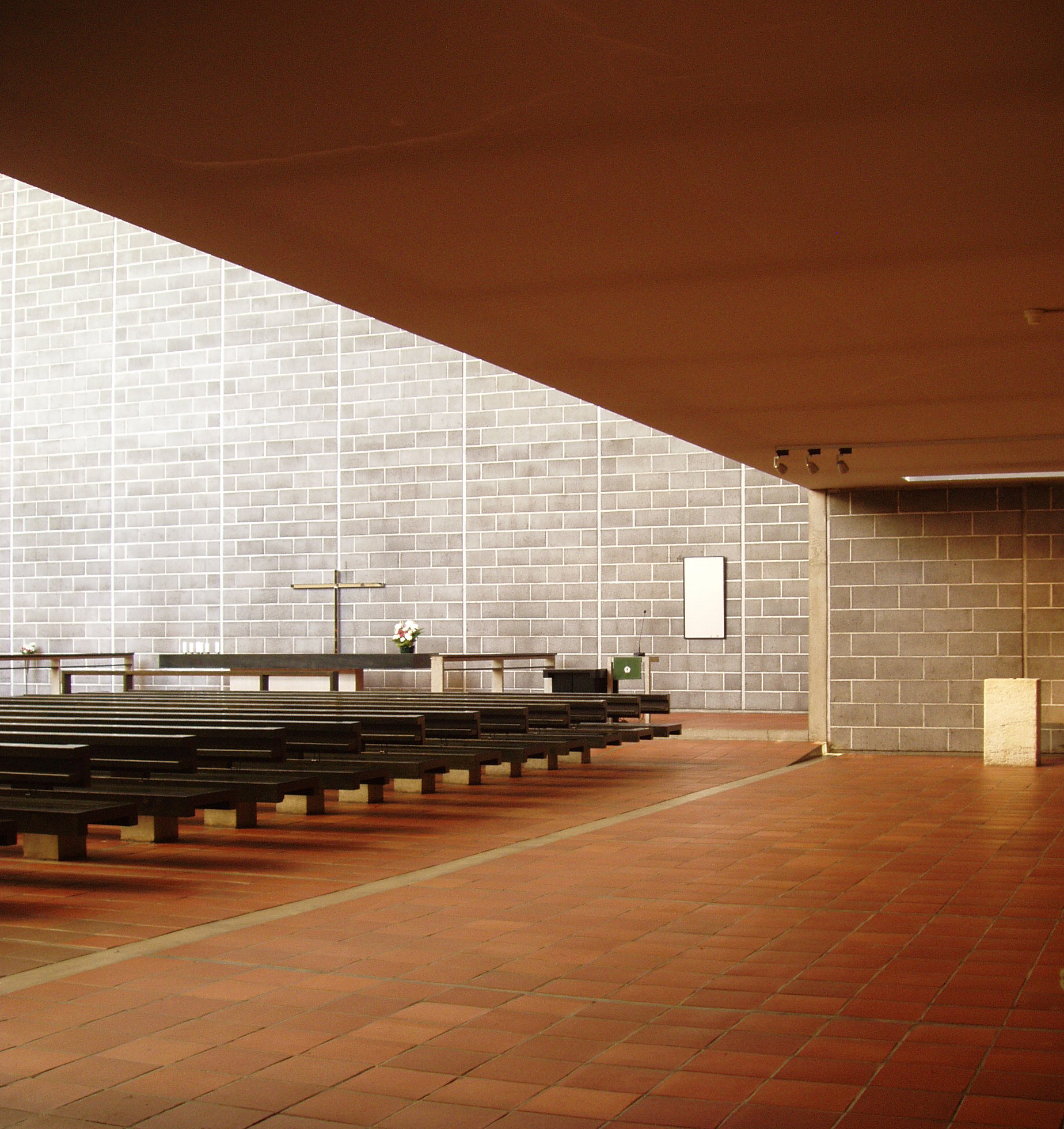
Interiör i kyrkan i Hagalund i Esbo
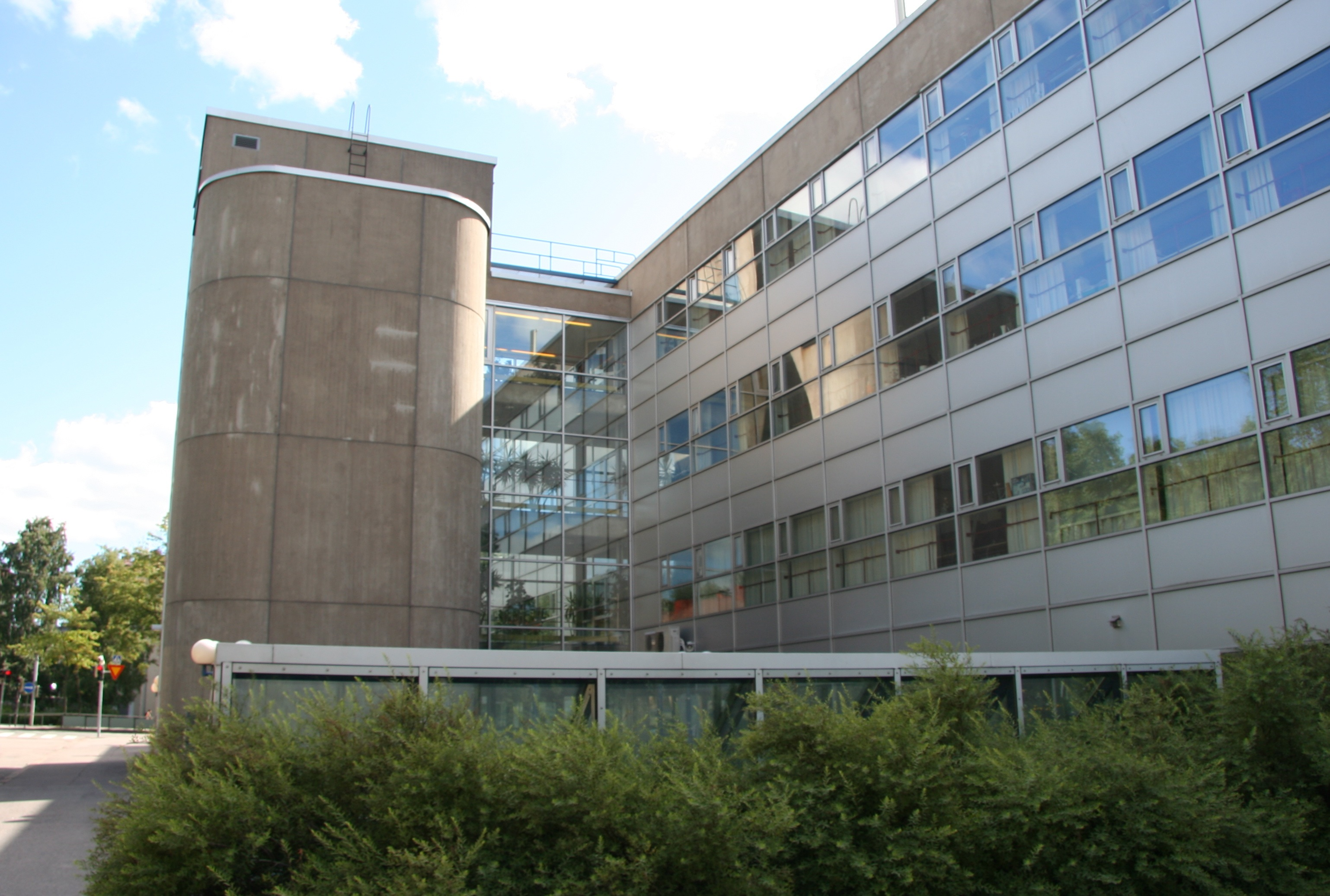
Paragons tidigare kontor i Helsingfors
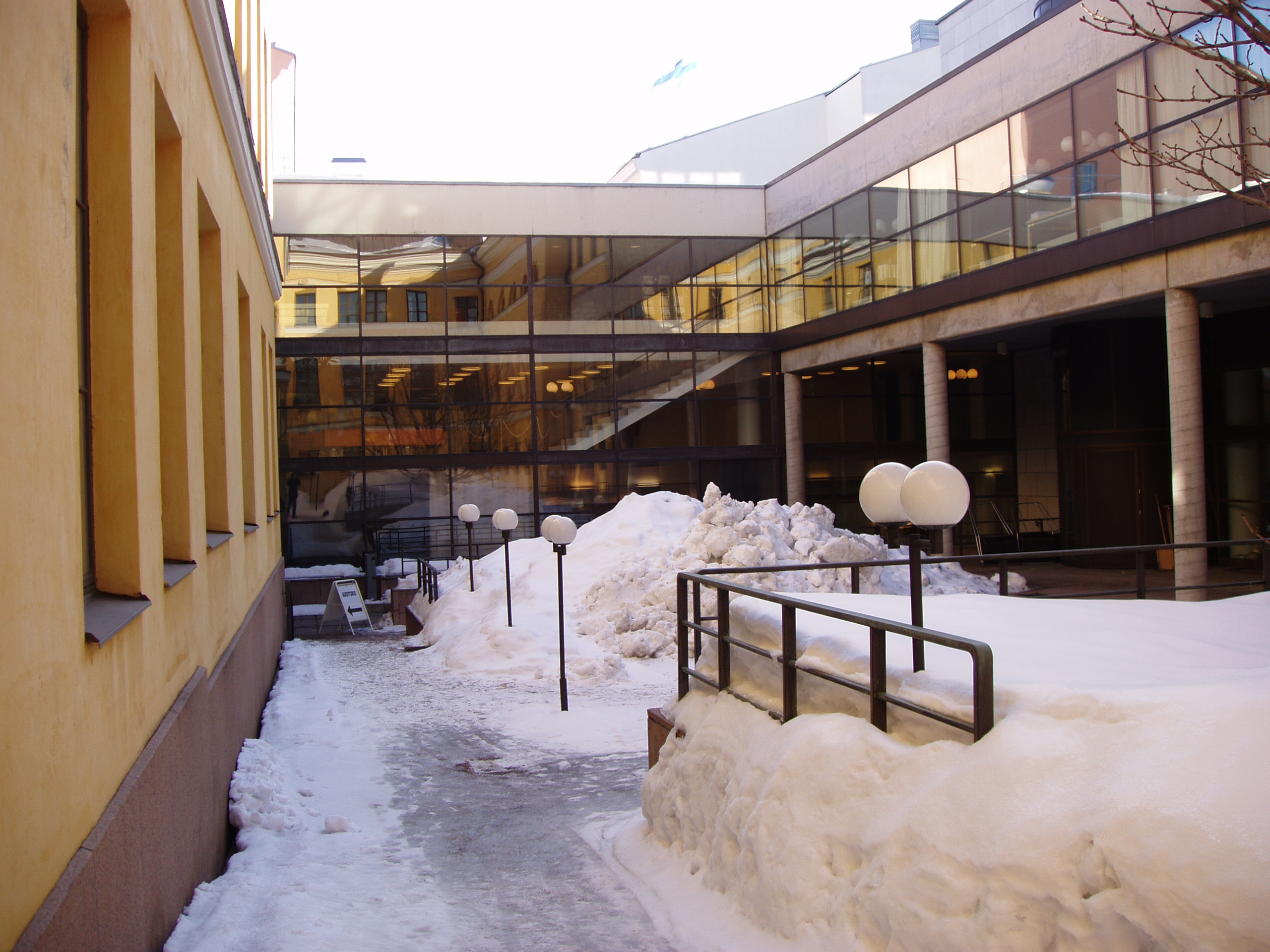
Tillbyggnad av Helsingfors stadshus
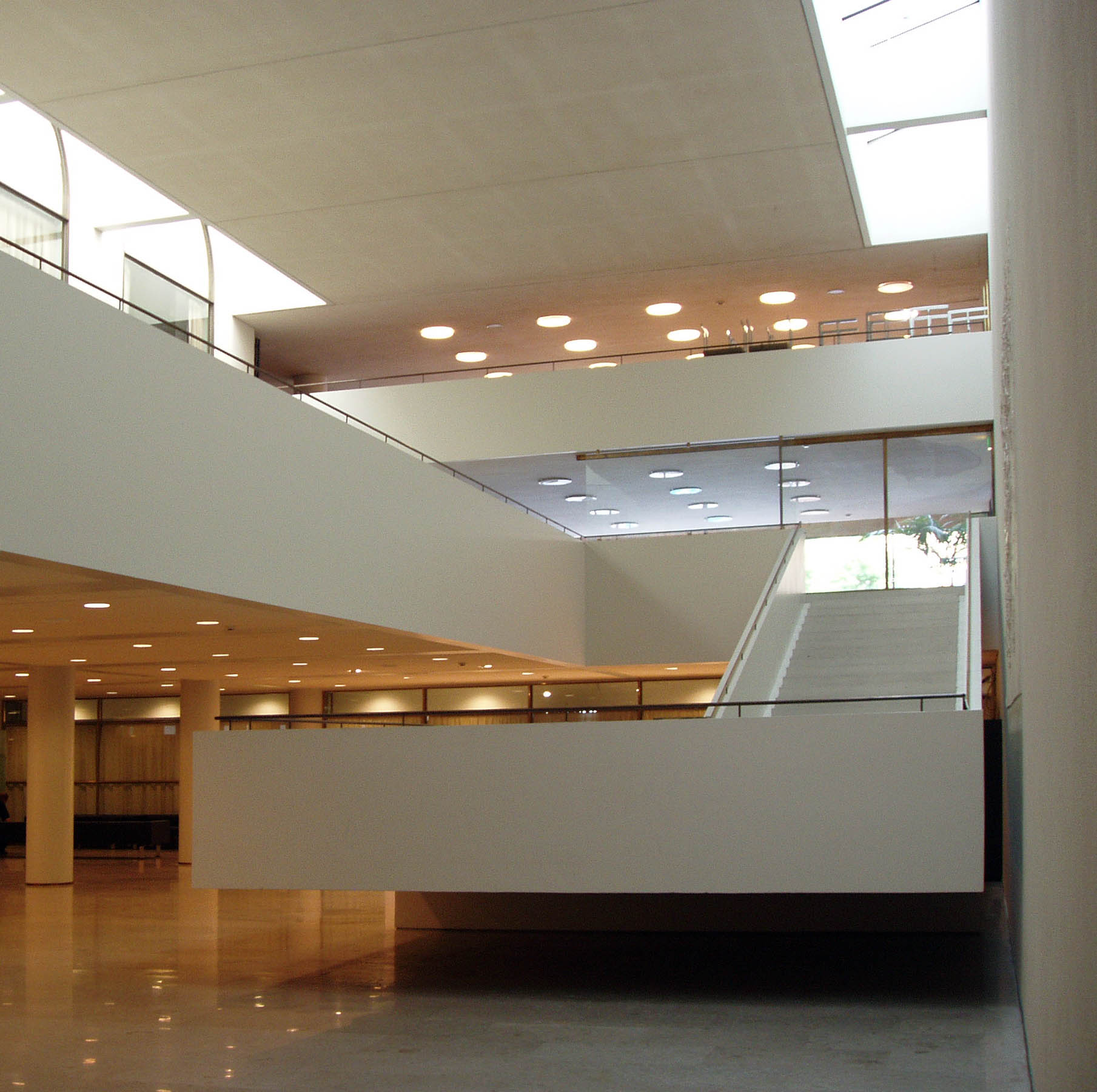
Renoverad entréhall i Helsingfors stadshus

## Utmärkelser
- Kommendörstecknet av Finlands Lejons orden[2]

[Redigera Wikidata]